# Гортань
Гортань (лат. larynx) — дихальна трубка і голосовий апарат. Гортань розміщена на рівні 4-6 шийних хребців і з'єднується зв'язками з під'язиковою кісткою. Зверху гортань сполучається з порожниною глотки, знизу — з трахеєю.

## Хрящі гортані
Скелет гортані утворений кількома рухливо сполученими між собою гіаліновими хрящами.
- Найбільший — щитоподібний (непарний), у якого розрізняють дві сполучені між собою під майже прямим (у чоловіків) або тупим (120°, у жінок) кутом чотирикутні пластинки. Від задніх країв пластинок відходить дві пари ріжків (верхні і нижні).
- Основу гортані складає перснеподібний хрящ (гіаліновий), його дуга звернена вперед, а пластинка — назад. Перстнетрахеальна зв'язка сполучає нижній край хряща з першим хрящем трахеї. Перстнеподібний хрящ сполучається з щитоподібним і черпакуватими хрящами двома парами суглобів.
- Найважливішими (функціонально) у гортані є черпакуваті хрящі, від основи яких вперед відходить голосовий відросток, назад — м'язевий. До останнього прикріплюється м'яз, який змінює положення голосових відростків, що натягують голосові зв'язки.
- Ріжкоподібний хрящ маленький, конічної форми, своєю основою ніби сидить на верхівці черпакуватого хряща.
- Клиноподібний хрящ більший, видовжений, непостійної форми і величини, часто рудиментарний. Обидва хрящі еластичні.
- Зверху гортань вкрита надгортанним хрящем, який прикріплений до щитоподібного хряща і під'язикової кістки за допомогою щитонадгортанної і під'язиково-надгортанної зв'язок.

### Особливості гортані у дітей
Після народження гортань має лійкоподібну форму, відносно довшу, ніж у дорослих, розміщену вище (на рівні 5 грудного хребця).
З віком вона набуває циліндричної форми, стає ширшою, опускається на 2 см.
Голосова щілина вузька, голосові зв'язки дуже ніжні, пухкі, васкуляризовані, багаті на лімфоїдну тканину.